# فيفرنوفا

كرة القدم اديداس فيفرنوفا (بالإنجليزية: Fevernova)‏، أنتجت من قبل شركة اديداس للأقشمة الرياضية، وهي كرة القدم استخدمت خصيصا لبطولة كأس العالم لكرة القدم المقامة في كوريا واليابان سنة 2002، تم تصميم الكرة في مدينة سيالكوت بباكستان.
صممت الكرة على شكل هندسة آسيوية وظهور تصميم مميز على شكل محرك سيارة.

## إستعمالها في كأس الأمم الأفريقية
كما تم فيفرنوفا في بطولة كأس الأمم الأفريقية 2004 التي أقيمت في تونس، لم يتم ابتكار كرة خاصة بالبطولة لكن تم الإتفاق على فيفرنوفا للعب بها في المباريات.